# Wilhelm Leutzbach
Wilhelm Leutzbach (* 9. November 1922 in Freudenberg; † 20. Juli 2009 in Karlsruhe) war ein deutscher Verkehrswissenschaftler. Er war Gründer und langjähriger Leiter des Instituts für Verkehrswesen an der Universität Karlsruhe.

## Leben
Nach Notabitur, Einsatz an der Ostfront und anschließender sowjetischer Kriegsgefangenschaft studierte Leutzbach ab 1949 Bauingenieurwesen an der RWTH Aachen. 1955 beendete er das Studium und ging als Leiter der verkehrstechnischen Abteilung zum HUK-Verband (heute ein Fachverband innerhalb des Gesamtverbands der Deutschen Versicherungswirtschaft). 1956 promovierte Leutzbach über Die Zeitlückenverteilung gestörter Straßenverkehrsströme. 1961 wechselte er als Lehrbeauftragter an die TU Berlin. 1962 wurde er an das neu gegründete Institut für Verkehrswesen der Universität Karlsruhe berufen. Dessen Leiter blieb er bis zu seiner Emeritierung 1991. Schwerpunkte seiner Forschungsarbeit waren Themen der Straßenverkehrstechnik, Verkehrssicherheit, Verkehrsplanung und der Theorie des Verkehrsflusses.

## Tätigkeiten und Ehrungen
Von 1966 bis 1968 war Leutzbach Dekan der Fakultät für Bauingenieurwesen. Weiterhin war er lange Zeit Mitglied des Verwaltungsrats der Universität Karlsruhe sowie des Großen und Kleinen Senats derselben.
Leutzbach engagierte sich über die universitäre Laufbahn hinaus in Fachinstitutionen. So war er von 1976 bis 1983 Präsident der Deutschen Verkehrswissenschaftlichen Gesellschaft, von 1987 bis 1991 war er Vorsitzender des Forschungsbeirats der Forschungsgesellschaft für Straßen- und Verkehrswesen. Von 1972 bis 1996 war er Mitglied im Forschungsbeirat des Bundesministeriums für Verkehr. Ferner war er beratendes Mitglied im Planungsausschuss der Stadt Karlsruhe und langjähriger Leiter des FGSV-Arbeitsausschusses „Theoretische Grundlagen des Straßenverkehrs“.
Für besondere Verdienste um die Hebung der Verkehrssicherheit wurde er 1965 mit dem Goldenen Dieselring des Verbandes der Motorjournalisten (VdM) ausgezeichnet. 1979 wurde er Ehrenmitglied des Institute of Highways and Transportation in London.
1987 wurde er Ehrenmitglied der Deutschen Verkehrswissenschaftlichen Gesellschaft und bekam 1990 die Ehrennadel des FGSV. 1991 erhielt er die Ehrendoktorwürde der Hochschule für Verkehrswesen in Dresden und im Jahre 2000 eine Ehrenprofessur der Moskauer Technischen Universität.
2003 wurde ihm das Bundesverdienstkreuz erster Klasse verliehen.

## Schriften
- Introduction in to the Theory of Traffic Flow. Springer, New York 1987.
- Einführung in die Theorie des Verkehrsflusses. Springer, Berlin 1972.
- Das Problem mit der Zukunft. Alba-Verlag, Düsseldorf 2000, ISBN 3-87094-644-X.
- mit Martina Neuherz: Auswertung bisheriger deutscher praktischer und theoretischer Untersuchungen zum Verkehrsablauf auf mehrstreifigen Richtungsfahrbahnen mit Berücksichtigung unterschiedlicher Verkehrsvorschriften. Typo-Dr. und Verl.-Ges., Bonn 1993.
- mit Stephan Schnittger: Simulation des Verkehrsflusses in Fernstraßennetzen unter Beachtung des Kraftstoffverbrauchs, der Abgaswerte und der Reisezeit. Bundesanstalt für Straßenwesen, Bergisch Gladbach 1988.